# Talang Donok (Topos)
Talang Donok is een bestuurslaag in het regentschap Lebong van de provincie Bengkulu, Indonesië. Talang Donok telt 361 inwoners (volkstelling 2010).